# SŽD-Baureihe ЧС6
Die SŽD-Baureihe ЧС6 (deutsche Transkription TschS6) der Sowjetischen Eisenbahnen (SŽD) ist eine Schnellzuglokomotive in Zweisektionenbauart für 3 kV Gleichstrom, die aus der SŽD-Baureihe ЧС200 entstand und speziell für höhere Zugkräfte entwickelt wurde.

## Geschichte
Um die Durchlassfähigkeit der Eisenbahnstrecken der SŽD zu gewährleisten, sollten die Anzahl der Züge auf den Strecken verringert und gleichzeitig die Anzahl der Wagen der Personenzüge erhöht werden. Diese Vorgaben verlangten eine neue Lokomotive mit mehr Zugkraft als die der ЧС200. Diese Elektrolokomotive war die ЧС6, die 1979 unter der Werksbezeichnung  50E1 gebaut wurde. Ursprünglich sollte für die maximale Geschwindigkeit von 160 km/h ausgelegte Serie ЧС160 genannt werden.
Hauptsächliche Unterschiede der neuen E-Lok zur Vorgängerbaureihe ЧС200 sind:
- Änderung des Übersetzungsverhältnis der Antriebsanlage auf 79:38 (Übertragungsverhältnis 2,079 anstatt 1,786), was zu einer Verringerung der maximalen Geschwindigkeit und gleichzeitig zu einer Erhöhung der Zugkraft führte;
- Verwendung anderer Radreifen;
- andere Stromverbraucher (wie bei der ЧС2т);
- Wegfall der speziellen Lokomotiv-Signalisierung ALSH-200.

Die Konstruktionsprinzipien der ЧС6 sind identisch denen der ЧС200. Lediglich bei den Hilfsbetrieben und der Bedienung gibt es minimale Unterschiede. Die Lokomotive besitzt
- eine maximale Zugkraft von 420 kN bei einer Geschwindigkeit von 5 km/h,
- eine Zugkraft im Dauerbetrieb von 239 kN und
- eine maximale Zugkraft von 165 kN bei einer Geschwindigkeit von 160 km/h.

1979 wurde eine erste Serie von zehn Lokomotiven ausgeliefert. 1981 wurden weiter 20 Lokomotiven geliefert, die sich von den Vorgängern durch die Konstruktion von einigen Geräten, der elektrischen Verbindung zwischen den Sektionen und der Ausführung des zweiten Stromabnehmer auf dem Dach unterschieden. Sie besitzen die Werksbezeichnung 50E2.
Ursprünglich waren die Lokomotiven für den Betrieb im Lokdepot Leningrad P vorgesehen. Einige wurden an das Depot Tuapse gegeben, wo auf den Strecken der gebirgigen Region Lokomotiven mit hoher Zugkraft gefordert waren. Der Einsatz der Fahrzeuge mit Geschwindigkeiten um 75 km/h brachte für die Lokomotiven Nachteile mit. In diesem Geschwindigkeitsbereich arbeiteten sie energietechnisch nicht effektiv. Später kehrten alle Lokomotiven ЧС6 nach St. Petersburg zurück und wurden dort auf den Strecken St. Petersburg – Moskau, St. Petersburg – Helsinki, St. Petersburg – Swir eingesetzt.